# Ignoranza
L'ignoranza (dal latino ignorantia, formato dal privativo «in» e dalla radice del verbo «(g)noscere» (conoscere) quindi letteralmente «mancanza di conoscenza») è la condizione che qualifica l'ignorante, colui che non possiede o ha trascurato la conoscenza di determinate verità che si dovrebbero sapere, oppure che per loro natura sono ignote.
Nell'ambito di un sapere "obbligatorio" rientra la conoscenza della legge che non è consentito ignorare. La locuzione latina ignorantia legis non excusat esprime sinteticamente la massima giuridica riguardo alla presunzione di conoscenza della legge. Il suo significato è: «La legge non scusa gli ignoranti»: si presume infatti che la legge sia sempre disponibile alla conoscenza della generalità dei cittadini. Il criterio, salvo eccezioni, viene giudicato ineludibile dalla giurisprudenza.
Il termine ignoranza viene talora associato a quello di "maleducazione", intesa come rozzezza di modi o ignoranza di quelle "buone maniere" che, di solito, sono attribuite a coloro che hanno voluto o potuto effettuare vari percorsi educativi.

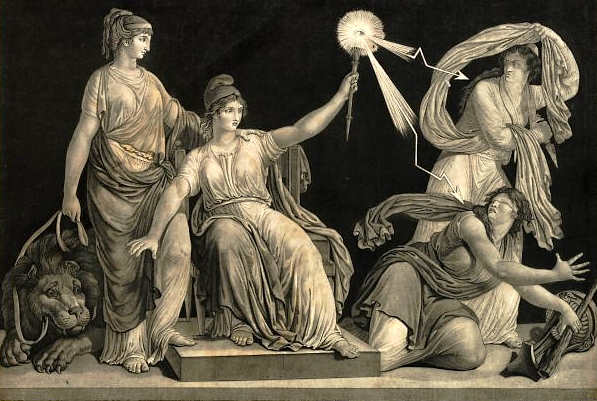
La libertà armata dello scettro della ragione fulmina l'ignoranza e il fanatismo

## L'ignoranza nella storia della filosofia occidentale

### Socrate
Paradossale fondamento del pensiero socratico è il "sapere di non sapere", un'ignoranza intesa come consapevolezza di non poter accedere a una verità definitiva e immutabile come quella che crede di possedere il saccente, ovvero il sofista che si ritiene e si presenta come sapiente, perlomeno di una sapienza tecnica come quella della retorica. Quella di Socrate è una docta ignorantia, un'ignoranza fonte di sapienza, che lo spinge, tramite il dialogo, a ricercare una verità che però continuamente gli sfugge tanto da convincersi, alla fine, di non sapere e proprio per questa consapevolezza di essere egli più sapiente degli altri

### Platone
Il tema dell'ignoranza acquista rilievo per Platone in quanto associato all'oblio, che come l'oscurità copre o impedisce la visione di quelle verità che un tempo l'anima aveva contemplato nel mondo delle idee. La caduta sulla terra conduce alla dimenticanza, e di conseguenza all'errore anche sul piano etico.
Questa è la concezione chiamata "intellettualismo etico" che sostiene che, dal punto di vista morale, unica causa possibile del male sia l'ignoranza del bene: «So invece che commettere ingiustizia e disobbedire a chi è migliore di noi, dio o uomo, è cosa brutta e cattiva. Perciò davanti ai mali che so essere mali non temerò e non fuggirò mai quelli che non so se siano anche beni.»; una volta conosciuto il bene, non è possibile astenersi dall'agire moralmente realizzando il bene, che è "piacevole" in quanto genera la eudemonia, la serenità dell'animo. Il male, dunque, lo si compie perché, per ignoranza, lo si scambia con il bene, di cui tuttavia si hanno solo vaghe reminiscenze, e deve essere oggetto di un'ininterrotta ricerca, da effettuare col confronto dialettico tra tesi contrapposte, esemplificato dal dialogo con gli altri in una discussione.
La gravità di questo errato comportamento per Platone si traduce nel rapporto tra i cittadini "ignoranti" e lo Stato:
«Questo disaccordo di piacere e dolore con il giudizio della ragione io dico che è l'estrema ignoranza e la più grande, perché è nella parte più grande dell'anima; infatti soffrire e godere sono per essa ciò che il popolo e la folla sono per lo Stato. Quando dunque l'anima contraddice alle conoscenze, alle opinioni, alla ragione, a ciò che per natura è a capo, questa situazione io la chiamo stolta ignoranza, e nello Stato quando la plebe non obbedisce ai governanti e alle leggi, è lo stesso come per un uomo per il quale i bei ragionamenti che sono nella sua anima non fanno nulla di più che esserci e avviene tutto il contrario di quello che essi dicono, ed io affermo che è proprio tutta questa ignoranza la più grave, nello Stato e in ciascuno dei cittadini, e non quella degli umili artigiani; spero che mi intendiate. Questo dunque resti stabilito così come è stato detto e accettato: che ai cittadini ignoranti di questa ignoranza non si debba attribuire nessun potere, si debba biasimarli come ignoranti anche se siano bravi ragionatori e ben esercitati in ogni cavillo e in tutti i mezzi che per loro natura danno agilità alla mente: e che gli altri cittadini che sono l'opposto di questi, si debba chiamarli *sapienti*, anche se non sappiano, come è il proverbio né leggere né scrivere né nuotare; a loro si deve dare il potere perché sono intelligenti. Come potrebbe esserci, amici, senza quell'armonia anche la più tenue ombra di intelligenza? Non è possibile.»

### Seneca
(Seneca)
Per Lucio Anneo Seneca l'ignoranza, intesa come la non consapevolezza della propria condizione umana, è fonte di dolori. «Poni nello stesso piano coloro che l'indole ottusa e l'ignoranza di sé hanno ridotto al livello di bestie e di esseri inanimati: non c'è differenza fra queste persone e quegli, perché quegli esseri non hanno ragione, queste ce l'hanno depravata e volta al proprio male e alla propria rovina e nessuno può dirsi felice se sta fuori dalla verità» «Così come è stoltezza e ignoranza della propria condizione il lamentarsi per qualcosa che ci manca, o ci colpisce, o meravigliarsi e sdegnarsi per i mali che capitano ai buoni come ai cattivi, vale a dire le malattie, i lutti, le infermità e tutte le altre disgrazie della vita umana. Sopportiamo dunque con animo generoso tutto ciò che per legge dell'universo ci tocca di patire. Siamo stati vincolati da questo giuramento: sopportare le cose mortali e non lasciarci turbare da ciò che non possiamo evitare.»

### Spinoza
Baruch Spinoza liquida come pregiudizi sia la credenza nella libera volontà, sia l'oggettività dei concetti di bene e male. Semmai possiamo dire, che l'unico vero bene è la conoscenza, e che l'unico (illusorio) male è l'ignoranza:
«L'origine del male è nell'illusione, nell'ignoranza fondamentale [...] La liberazione dal male è nella conoscenza, che separa il punto di vista dell'assoluto e dell'eterno (in cui non vi è male, ma solo perfezione) da quello del relativo e dell'apparente (in cui il male è reale).»
L'essere umano distingue tra bene e male perché non ha una conoscenza univoca della realtà, altrimenti conoscerebbe solo il bene e per lui il male non esisterebbe. L'episodio di Adamo ed Eva vuol significare, per Spinoza, che il peccato originale dell'essere umano consiste proprio nell'ignoranza, che gli impedisce di avere una comprensione adeguata della realtà.
«Comprendendo la realtà noi la trasformiamo; penetrando con l'intelligenza il male, noi lo dissolviamo.»
Noi dobbiamo vivere nel mondo non cercando un fine e pensando di poterlo trovare liberamente ma convincendoci che l'uomo è compartecipe della natura divina e quindi può vivere tranquillo e sereno «sopportando l'uno e l'altro volto della fortuna, giacché tutto segue dall'eterno decreto di Dio con la medesima necessità con cui dall'essenza del triangolo segue che i suoi tre angoli sono uguali a due retti...Non odiare, non disprezzare, non deridere, non adirarsi con nessuno, non invidiare in quanto negli altri come in te non c'è una libera volontà (tutto avviene perché così è stato deciso)»

## Qui auget scientiam auget et dolorem
Non ha senso quindi per Spinoza l'antico detto dell'Ecclesiaste: Qui auget scientiam, auget et dolorem' (Chi accresce la propria sapienza, aumenta anche le proprie sofferenze) ma vale il contrario: Chi aumenta il proprio sapere accresce anche la gioia di vivere. Vincere l'ignoranza con la conoscenza non significa soltanto rendersi conto di far parte di una necessità cosmica per cui tanto vale accettare il proprio destino ma anche «incrementare la propria forza, dilatare il proprio io senza cancellarne la singolarità, nel "nos" delle comunità umane o nella compagine dell'universo» 
Del tutto opposta la convinzione di Arthur Schopenhauer:...rispetto alla conoscenza in genere, e non già al semplice sapere astratto, io intendo e adopro qui quel detto del Kohelet: Qui auget scientiam, auget et dolorem.... per confermare che «Nella stessa misura dunque, onde la conoscenza perviene alla chiarezza, e la conscienza si eleva, cresce anche il tormento, che raggiunge perciò il suo massimo grado nell'uomo; e anche qui tanto più, quanto più l'uomo distintamente conosce ed è più intelligente. Quegli in cui vive il genio, soffre più di tutti.»

## Agnotologia
"C'è un culto dell'ignoranza negli Stati Uniti, e c'è sempre stato. Una vena di anti-intellettualismo si è insinuata nei gangli vitali della nostra politica e cultura, alimentata dalla falsa nozione che democrazia significhi "la mia ignoranza vale quanto la tua conoscenza."

Isaac Asimov, 1980
All'interno della sociologia della conoscenza, l'agnotologia (ex agnatologia) è lo studio dell'ignoranza o del dubbio deliberati, culturalmente indotti, tipicamente per vendere un prodotto o ottenere un favore, in particolare attraverso la pubblicazione di dati scientifici imprecisi o fuorvianti. Coniata nel 1992 dal linguista e storico sociale della tecnica e dei beni comuni Iain Boal su richiesta del professore della Stanford University Robert N. Proctor, la parola è basata sul vocabolo greco neoclassico agnōsis (ἄγνωσις, 'non sapere'; cfr. Greco attico ἄγνωτος, 'sconosciuto') e -logia (-λογία).
Proctor cita come un esempio la campagna di pubbliche relazioni durata 40 anni dell'industria del tabacco per produrre dubbi sugli effetti nocivi per la salute del consumo di tabacco. Questa tecnica e la sua successiva adozione da parte dell'industria dei combustibili fossili in una campagna simile contro il consenso scientifico sul cambiamento climatico è al centro del libro del 2010 Merchants of Doubt di Naomi Oreskes ed Erik M. Conway.
David Dunning della Cornell University avverte che "Internet sta aiutando a propagare l'ignoranza,... il che rende [gli utenti] preda di potenti interessi che desiderano diffondere deliberatamente l'ignoranza". Irvin C. Schick fa riferimento alla non conoscenza "per distinguerla dall'ignoranza", usando l'esempio della "terra incognita" nelle prime mappe per notare che la "ricostruzione di parti del globo come territorio inesplorato è... la produzione di inconsapevolezza, la trasformazione di quelle parti in potenziali oggetti dell'attenzione politica ed economica occidentale. È l'abilitazione del colonialismo".
Le cause attive dell'ignoranza indotta dalla cultura possono includere l'influenza dei media, delle società e delle agenzie governative, attraverso la segretezza e la soppressione delle informazioni, la distruzione di documenti e la memoria selettiva. Un altro esempio è la negazione del cambiamento climatico, in cui le compagnie petrolifere hanno pagato team di scienziati per minimizzare gli effetti di esso. Le cause passive includono bolle di filtraggio strutturali, comprese quelle create dalla segregazione lungo linee razziali e di classe, che creano un accesso differenziato alle informazioni.
L'agnotologia si concentra anche su come e perché diverse forme di conoscenza vengono ignorate o ritardate. Ad esempio, la conoscenza della tettonica a placche è stata censurata e ritardata di almeno un decennio perché alcune prove sono rimaste informazioni militari classificate relative alla guerra sottomarina.
Nel 2004, Londa Schiebinger ha offerto una definizione più precisa di agnotologia in un articolo sui viaggi di scoperta scientifica e relazioni di genere del 18º secolo, e l'ha contrapposta con l'epistemologia, la teoria della conoscenza, dicendo che quest'ultima si interroga su come gli esseri umani sanno mentre i primi si interrogano sul perché gli esseri umani non sappiano: "L'ignoranza spesso non è semplicemente l'assenza di conoscenza, ma il risultato di una lotta culturale e politica".
Il suo uso come descrizione critica dell'economia politica è stato ampliato da Michael Betancourt in un articolo del 2010 intitolato "Valore immateriale e scarsità nel capitalismo digitale" e ampliato nel libro The Critique of Digital Capitalism.